# 23 ربيع الأول
- السبت
- الأحد
- الاثنين
- الثلاثاء
- الأربعاء
- الخميس
- الجمعة

- 2731 أغسطس 2024
- 281 سبتمبر 2024
- 292 سبتمبر 2024
- 303 سبتمبر 2024
- 14 سبتمبر 2024
- 25 سبتمبر 2024
- 36 سبتمبر 2024
- 47 سبتمبر 2024
- 58 سبتمبر 2024
- 69 سبتمبر 2024
- 710 سبتمبر 2024
- 811 سبتمبر 2024
- 912 سبتمبر 2024
- 1013 سبتمبر 2024
- 1114 سبتمبر 2024
- 1215 سبتمبر 2024
- 1316 سبتمبر 2024
- 1417 سبتمبر 2024
- 1518 سبتمبر 2024
- 1619 سبتمبر 2024
- 1720 سبتمبر 2024
- 1821 سبتمبر 2024
- 1922 سبتمبر 2024
- 2023 سبتمبر 2024
- 2124 سبتمبر 2024
- 2225 سبتمبر 2024
- 2326 سبتمبر 2024
- 2427 سبتمبر 2024
- 2528 سبتمبر 2024
- 2629 سبتمبر 2024
- 2730 سبتمبر 2024
- 281 أكتوبر 2024
- 292 أكتوبر 2024
- 303 أكتوبر 2024
- 14 أكتوبر 2024

23 ربيع الأوَّل أو 23 ربيع الأنوار أو يوم 23 \ 3 (اليوم الثالث والعُشرون من الشهر الثالث) هو اليوم الثاني والثمانين من أيَّام السنة (أو الثالث والثمانين لو كان شهر صفر مُتممًا لليوم الثلاثين) وفق التقويم الهجري القمري (العربي). يبقى بعده 272 أو 273 يومًا لانتهاء السنة.

## أحداث
- 575هـ - أمنع حصون الإفرنج بمدينة بانياس يسقط بيد المسلمين بعد 23 يوماً من القتال والحصار.
- 626هـ - الإمبراطور الروماني فريدريك الثاني يوقع هدنة لمدة 10 سنوات مع الملك الكامل استعاد فيها القدس والناصرة وبيت لحم بدون قتال أو مساندة من البابا وذلك أثناء الحملة الصليبية السادسة.
- 1275هـ - الملكة فيكتوريا تصدر أمرًا بنقل حكم الهند من يد شركة الهند الشرقية إلى يد الحكومة البريطانية، وبذلك أصبحت الهند رسميًّا ضمن مستعمرات التاج البريطاني.
- 1326هـ - إصدار «صحيفة القطر المصري» على يد أحمد حلمي.
- 1327هـ - وحدات من الجيش العثماني المؤيدة لجمعية الاتحاد والترقي تقود عصيانًا ضد السلطان عبد الحميد الثاني، انتهى بخلعه بعد بضعة أيام.
- 1369هـ - تعيين طه حسين وزيرًا للمعارف.
- 1371هـ - ليبيا تنال استقلالها.
- 1376هـ - قيام العدوان الثلاثي على مصر حيث شنت إسرائيل وبريطانيا وفرنسا حربًا على مصر، انتهت بانتصار سياسي كبير لمصر، ونتيجة عسكرية لم تكن في صالح مصر، وجاء هذا العدوان بعد إعلان تأميم قناة السويس.
- 1380هـ - العراق وإيران والسعودية والكويت وفنزويلا يؤسسون منظمة الدول المصدرة للنفط / أوبك وذلك باجتماعهم في بغداد.
- 1384هـ - إشهار نادي كاظمة الكويتي.
- 1402هـ - زلزال في بحر إيجة بقوة 7.0 على مقياس ريختر شعر به في كافة أنحاء اليونان وبلغاريا وجنوب شرق إيطاليا وجنوب شرق يوغوسلافيا وغرب تركيا.
- 1407هـ - افتتاح جسر الملك فهد والذي يربط بين السعودية والبحرين.
- 1408هـ - الكويت تقرر استئناف علاقاتها الدبلوماسية الكاملة مع مصر.
- 1430هـ - الرئيس المصري محمد حسني مبارك يصدر قرارًا بتعيين الدكتور أحمد الطيب شيخًا للأزهر خلفًا للشيخ الراحل محمد سيد طنطاوي.
- 1431هـ - وقوع زلزال في تركيا بقوة 6.2 درجة على مقياس ريختر يتسبب في مقتل 51 شخصًا وجرح 34 آخرين.
- 1433هـ - انتخاب أحمد عبد العزيز السعدون رئيسًا لمجلس الأمة الكويتي.
- 1438هـ - النظام السوري يعلن عن انتهاء معركة حلب وإجلاء مقاتلي المعارضة السورية وعوائلهم والمقاتلين الأجانب من الأحياء الشرقية للمدينة.
- 1439هـ - الرئيس الروسي فلاديمير بوتين يعلن من قاعدة حميميم، بدء سحب قوات بلاده بشكل جزئي من سوريا.
- 1445هـ -
  - زلزالان يضربان ولاية هرات الأفغانية بقوة 6.3 ريختر، ما أدى لوفاة ما يزيد عن 1000 شخص.
  - الفصائل المسلحة الفلسطينية تشن عملية عسكرية واسعة تحت اسم عملية طوفان الأقصى على المستوطنات والنقاط الإسرائيلية في محيط قطاع غزة.

## مواليد
- 1332هـ - محمود ذو الفقار، مخرج وممثل مصري.
- 1342هـ - صلاح سرحان، ممثل مصري.
- 1358هـ - جلال دباغ، سياسي وصحفي عراقي كردي.
- 1365هـ - محمود الجندي، ممثل مصري.
- 1370هـ -
  - عماد رشاد، ممثل مصري.
  - أحمد جعفر عبد الملك، محترف إعلامي وكاتب قصصي قطري.
- 1371هـ - نجلاء فتحي، ممثلة مصرية.
- 1391هـ - رباب كنعان، ممثلة سورية.
- 1394هـ - أيمن بهجت قمر، ملحن مصري.
- 1396هـ - أحمد رزق، ممثل مصري.
- 1402هـ - نواف المنصور، لاعب كرة قدم كويتي.
- 1405هـ - كندة حنا، ممثلة سورية.

## وفيات
- 421هـ - محمود الغزنوي، مؤسس الدولة الغزنوية وفاتح الهند.
- 655هـ - شجر الدر، أوَّل سلطانة مملوكية في مصر والشام.
- 1281هـ - حسن بن محمد الدمستاني البحراني، فقيه ومتكلم وأديب وشاعر شيعي بحراني.
- 1353هـ - أحمد زكي باشا، من رواد إحياء التراث العربي الإسلامي بمصر والملقب بشيخ العروبة.
- 1387هـ
  - شكري القوتلي، رئيس سوريا وباني الجمهورية العربية المتحدة مع جمال عبد الناصر.
  - محمد صادق حسن، شاعر وكاتب عراقي.
- 1397هـ - عبد الله شمس الدين، شاعر مصري.
- 1398هـ - زينات صدقي، ممثلة مصرية.
- 1400هـ - مرسي جميل عزيز، شاعر مصري.
- 1428هـ - نوال أبو الفتوح، ممثلة مصرية.
- 1433هـ - حاتم ذو الفقار، ممثل مصري.

## وصلات خارجية
- موقع قصة الإسلام: حدث في شهر ربيع الأوَّل.